# Siempre
Siempre (album) är operapopgruppen Il Divos fjärde studioalbum. Det släpptes den 27 november 2006. Producenter till detta album var Steve Mac, David Foster, Per Magnusson och David Kreuger. Siempre är spanska och betyder alltid.

## Låtförteckning
1. "Notte di luce" (Nights in White Satin) – 4:18
2. "Caruso"-3:56
3. "Desde el dia que te fuiste" (Without You) – 3:51
4. "Come primavera" – 3:50
5. "Un regalo que te dio la vida" (Have You Ever Really Loved a Woman?) – 4:39
6. "La vida sin amor" – 3:39
7. "Una noche" – 4.13
8. "Por ti sere" (You Raise Me Up) – 4:02
9. "Amor venme a buscar" (Tell That to My Heart) – 4:14
10. "Música" – 3:58
11. "Somewhere" – 3:30